# Wiktory 1992
Nagrody Wiktorów za 1992 rok

## Lista laureatów
- Krystyna  Czubówna
- Elżbieta  Jaworowicz
- Kazimierz  Kutz
- Olga  Lipińska
- Jerzy  Owsiak
- Alicja Resich-Modlińska
- Irena Santor
- Hanna Suchocka
- Bogusław Wołoszański
- Zbigniew Zamachowski
- Super Wiktory:
  - Edyta Wojtczak
  - Jan Suzin
  - Jerzy Wasowski i Jeremi Przybora